# Lábatlan
Lábatlan  este un oraș în districtul Esztergom, județul Komárom-Esztergom, Ungaria, având o populație de 5.108 locuitori (2011). 

## Demografie
Componența etnică a orașului Lábatlan
     Maghiari (96,1%)
     Romi (1,76%)
     Germani (1,17%)
     Necunoscut (0,38%)
     Alții (0,59%)
Componența confesională a orașului Lábatlan
     Romano-catolici (32,22%)
     Fără religie (22,32%)
     Reformați (11,18%)
     Necunoscută (32,5%)
     Alte religii (2,29%)
Conform recensământului din 2011, orașul Lábatlan avea 5.108 locuitori. Din punct de vedere etnic, majoritatea locuitorilor (96,1%) erau maghiari, existând și minorități de romi (1,76%) și germani (1,17%). Apartenența etnică nu este cunoscută în cazul a 0,38% din locuitori. Nu există o religie majoritară, locuitorii fiind romano-catolici (32,22%), persoane fără religie (22,32%) și reformați (11,18%). Pentru 32,5% din locuitori nu este cunoscută apartenența confesională.